# 山形県教育センター
山形県教育センター（やまがたけんきょういくセンター、英称：Yamagata Prefectural Education Institute）は、山形県が設置する教育に関する研究及び教育関係職員の研修を行う機関である。

## 概要
山形県教育センターは山形県における教育に関する専門的、技術的事項の研修及び研究並びに高等学校の生徒の情報処理教育の実習を行うため1975年前身の山形県教育研究所と山形県理科教育センターを廃止して設置される。また、同センターに山形県視聴覚センターが附置される。

## 所在地
- 山形県教育センター - 山形県天童市大字山元字犬倉津2515

## 事業
事業内容は下記の通りである。
1. 教育関係職員の研修に関すること
2. 教育課程、学習指導、生徒指導及び進路指導に関すること。
3. 教育に関する専門的、技術的事項の調査研究に関すること。
4. 教科用図書及び教材に係る研究指導に関すること
5. 学校教育指導資料に関すること
6. 教育研究団体に関すること
7. 山形県立高等学校入学者の選抜に関すること
8. 情報教育に関すること
9. 環境教育に関すること
10. 国際理解教育に関すること
11. 特別支援教育に関すること
12. 教育相談及び指導に関すること
13. 教育に関する資料の収集、刊行及び提供に関すること
14. その他教育センターの運営について必要な事項に関すること

## 沿革
- 1949年（昭和24年）4月 山形県教育研修所を開設
- 1951年（昭和26年）5月 山形県教育研修所を山形県教育研究所と改称
- 1963年（昭和38年）4月 山形県理科教育センター発足
- 1975年（昭和50年）4月 山形県教育センター発足

## 組織
- 総務課
- 研修課
- 研究・情報課
- 特別支援教育課
- 教育相談課